# .hack//Roots
.hack//Roots è una serie anime di 26 episodi animati dalla Bee Train; fa parte del progetto multimediale .hack e può essere considerato il seguito di .hack//SIGN, e .hack//Liminality; gli eventi narrati sono contemporanei a quelli del primo volume del videogioco per PlayStation 2 .hack//G.U.. Per questo l'anime è pienamente fruibile soltanto da chi ha giocato il videogioco (molti dei temi trattati, ad esempio, non vengono infatti conclusi nella serie animata rimandando alle avventure videoludiche del protagonista).

## Trama
.hack//Roots si colloca dopo gli eventi che hanno portato alla distruzione, nel 2015, di The World. Tuttavia nel 2016 viene pubblicata la seconda versione, The World R:2, che similmente alla prima versione rimane un gioco di ruolo on-line (MMORPG), con la differenza che questa seconda versione ha un'ambientazione più steampunk.
Haseo è un giocatore inesperto che viene preso di mira da alcuni Player Killer (killer di giocatori), fenomeno particolare in cui in un MMORPG alcuni giocatori uccidono altri giocatori per semplice divertimento o per rubare strumenti e armi dalle vittime. Il ragazzo viene battuto ma in suo soccorso arriva Shino, una ragazza gentile e premurosa che gli chiede di unirsi alla sua gilda.
Dopo vari tentennamenti, il giovane decide di unirsi a Shino e conosce gli altri membri della Brigata Twilight, compreso il misterioso capo Ovan, il cui personaggio virtuale ha un'arma montata su un braccio, molto probabilmente dovuta ad un intervento dell'uomo tramite la riprogrammazione illegale dei propri dati (un cheat code). Ad Haseo viene immediatamente rivelato che il vero scopo della Brigata Twilight è la ricerca della "Key of the Twilight", che secondo le indiscrezioni in internet permetterebbe di guadagnare poteri inimmaginabili, che oltrepassano i limiti di The World. Ma la loro missione verrà presto ostacolata da un'altra gilda, ovvero i TaN e dall'intervento improvviso di uno strano soggetto chiamato Tri-Edge, un player killer in grado di far cadere le sue vittime in un coma profondo.

## Personaggi

### Brigata Twilight
- Haseo (ハセヲ, Haseo) (Ryou Misaki) - taciturno e testardo, è appena entrato in The World e viene subito preso di mira dai player killer. Viene curato da Shino che lo porta ad unirsi alla Brigata Twilight dove conosce il misterioso Ovan. Questo gli rivela che lui ha del potenziale e che deve diventare più forte, suggerendogli quindi di combattere per aumentare di livello. Quando Ovan scompare e Shino viene colpita da Tri-Edge, Haseo quasi impazzisce e diventa anche lui un killer di giocatori nella ricerca di Tri-Edge.
- Ovan (オーヴァン, Ōvan) - un personaggio misterioso. Sebbene il suo braccio nel gioco sia evidentemente opera di un qualche codice segreto, e quindi illegale nel mondo di The World, non ha problemi con gli amministratori. Il suo scopo è la ricerca a tutti i costi della "Key of the Twilight", finché non viene rapito dalla gilda TaN e scompare.
- Shino (志乃, Shino) (Shino Nanao) - un'amica piuttosto stretta di Ovan, di cui si fida ciecamente. Dai modi gentili tenta di tenere unita la gilda quando Ovan scompare e finisce per avvicinarsi sempre di più ad Haseo.
- Sakisaka (匂坂, Sakisaka) (Shinnosuke Sakamuki) - un ragazzo con uno strano avatar membro della Brigata Twilight. È subito il tutor di Tabby, anche se inizialmente è piuttosto insofferente. Quando Ovan scompare Sakisaka abbandona la gilda finendo per mandarla definitivamente in pezzi.
- Tabby (タビー, Tabī) (Moe Kubo) - gentile e dolce, è attratta da Haseo nonostante questo la tenga sempre a distanza considerandola soltanto una scocciatura. Per tutta la serie non fa che tentare di trovare un modo per stare accanto al ragazzo, anche nei momenti più difficili, ma puntualmente il suo aiuto viene sempre rifiutato.

### TaN
- Naobi (直毘, Naobi)/Yata (八咫, Yata) - capo della gilda TaN, è ossessionato da Ovan, dal mistero che avvolge il suo personaggio e dalla sua ricerca della Key of the Twilight. Sembra conosca Ovan da molto tempo e non esita a rapirlo all'interno di The World per scoprirne i segreti.
- Tawaraya (俵屋, Tawaraya)/Tohta (籐太, Tōta) (Junya Murakami) - è fissato con gli affari e il suo rapporto con gli altri membri si basa sempre sullo scambio di informazioni. In realtà è solo la facciata della gilda TaN e non sa esattamente quale sia il segreto dei suoi stessi compagni.
- Ender (エンダー, Endā)/Pi (パイ, Pai) (Reiko Saeki) - Come Ender è una spietata player killer che perseguita Haseo e i compagni della sua gilda per mettere loro pressione, ma successivamente, dopo il ban, si riconnette come Pi, abbandonando i suoi precedenti modi e concentrandosi sull'analisi dei dati. Si scopre quindi che ha un potere segreto, posseduto anche da Haseo.

### Altri personaggi
- Phyllo (フィロ, Firo) (Nakamura Kojirou) - un giocatore piuttosto anziano che passa le giornate su un ponte ad osservare l'orizzonte e dare consiglio ai passanti. Sembra conoscere diversi segreti di The World e sebbene tenti di salvare Haseo, appare sempre piuttosto distaccato.
- Azure Kite (蒼炎のカイト, Aoen no Kaito)/Tri-Edge - personaggio misterioso (plasmato su Kite, un personaggio del primo The World) capace come il Kite originale di usare la data drain, inoltre pare possegga lo stesso braccialetto con cui Kite combatteva nel primo the world.

## Episodi
| Nº | Titolo italiano (tradotto) Giapponese 「Kanji」 - Rōmaji    | In onda           | In onda |
| Nº | Titolo italiano (tradotto) Giapponese 「Kanji」 - Rōmaji    | Giapponese        |         |
| 1  | Accoglienza 「歓迎」 - Kangei                               | 5 aprile 2006     |         |
| 2  | La brigata del tramonto 「黄昏の旅団」 - Tasogare no ryodan | 12 aprile 2006    |         |
| 3  | Arruolamento 「入団」 - Nyūdan                              | 19 aprile 2006    |         |
| 4  | Presagio 「予感」 - Yokan                                   | 26 aprile 2006    |         |
| 5  | Diffidenza 「不信」 - Fushin                                | 3 maggio 2006     |         |
| 6  | Conflitto 「葛藤」 - Kattō                                  | 10 maggio 2006    |         |
| 7  | Complicazioni 「錯綜」 - Sakusō                             | 17 maggio 2006    |         |
| 8  | Attivazione 「始動」 - Shidō                                | 24 maggio 2006    |         |
| 9  | Scontro aperto 「混戦」 - Konsen                            | 31 maggio 2006    |         |
| 10 | Scomparsa 「失踪」 - Shissō                                 | 7 giugno 2006     |         |
| 11 | Disaccordo 「不一致」 - Fuicchi                             | 14 giugno 2006    |         |
| 12 | Crollo 「崩壊」 - Hōkai                                     | 21 giugno 2006    |         |
| 13 | Tragedia 「悲劇」 - Higeki                                  | 28 giugno 2006    |         |
| 14 | Non ricomparsa 「未帰還者」 - Mikikansha                    | 5 luglio 2006     |         |
| 15 | Pad 「パッド」 - Paddo                                      | 12 luglio 2006    |         |
| 16 | Determinazione 「決断」 - Ketsudan                          | 19 luglio 2006    |         |
| 17 | La foresta del dolore 「苦痛な森林」 - Kutsūna shinrin      | 26 luglio 2006    |         |
| 18 | Limite 「限界」 - Genkai                                    | 9 agosto 2006     |         |
| 19 | Violazione 「違反」 - Ihan                                  | 16 agosto 2006    |         |
| 20 | Inseguimento 「追撃」 - Tsuigeki                            | 23 agosto 2006    |         |
| 21 | Sconfitta 「敗北」 - Haiboku                                | 30 agosto 2006    |         |
| 22 | Gruppo 「束縳」 - Tabaki                                    | 6 settembre 2006  |         |
| 23 | Esame 「試験」 - Shiken                                     | 13 settembre 2006 |         |
| 24 | Confronto 「直面」 - Chokumen                               | 20 settembre 2006 |         |
| 25 | Verità 「真実」 - Shinjitsu                                 | 27 settembre 2006 |         |
| 26 | Decisione 「決意」 - Ketsui                                 | 27 settembre 2006 |         |

## Sigle
- Apertura: Silly-Go-Round di FictionJunction YUUKA
- Chiusura: National Awakening - Catharsis di Ali Project
  - Chiusura 2: King Knight di Ali Project (episodio 26)